# كيفن فيكرز
كيفن فيكرز هو دبلوماسي كندي، ولد في 29 سبتمبر 1956 في Chatham, New Brunswick ‏ في كندا.